# Wenn der Herbst naht
Wenn der Herbst naht (französischer Originaltitel Quand vient l’automne, internationaler englischsprachiger Titel When Fall Is Coming) ist eine Tragikomödie von François Ozon. Der Film mit Hélène Vincent und Josiane Balasko in den Hauptrollen feierte im September 2024 beim San Sebastian International Film Festival seine Premiere und kam Anfang Oktober 2024 in die französischen Kinos. Der Kinostart in Deutschland ist Ende August 2025 geplant.

## Handlung
Michelle Giraud genießt mit ihrer langjährigen Freundin Marie-Claude Perrin ihren Ruhestand in einem charmanten burgundischen Dorf. Sie gehen regelmäßig gemeinsam Kaffeetrinken oder unternehmen Spaziergänge im Wald, um dort Pilze zu sammeln.
Michelle hat einen großen Gemüsegarten und kocht gerne für sich selbst und für andere. Sie freut sich darauf, dass ihr Enkel Lucas die Schulferien mit ihr verbringt. Ihre in Paris lebende Tochter Valérie bringt ihn vorbei, doch die Dinge laufen nicht wie geplant. Valérie erleidet nach dem Essen einer von ihrer Mutter zubereiteten Mahlzeit eine Pilzvergiftung. Sie beschuldigt Michelle, sie habe versucht sie umzubringen.
Wenn Marie-Claude ihren Sohn Vincent im Gefängnis besucht, begleitet Michelle ihre beste Freundin. Nachdem dieser aus dem Gefängnis entlassen wird, lässt ihn Michelle für sich als Gärtner arbeiten. Die Freundinnen waren beide früher Sexarbeiterinnen. Während Vincent ihnen gegenüber eine Art Beschützerinstinkt entwickelt hat, konnte Valérie die zwielichtige Vergangenheit ihrer Mutter nie akzeptieren und entwickelte Scham und Abscheu ihr gegenüber. Letztlich stirbt Michelle nach einem Balkonsturz, in den Vincent involviert ist.

## Produktion

### Filmstab und Besetzung

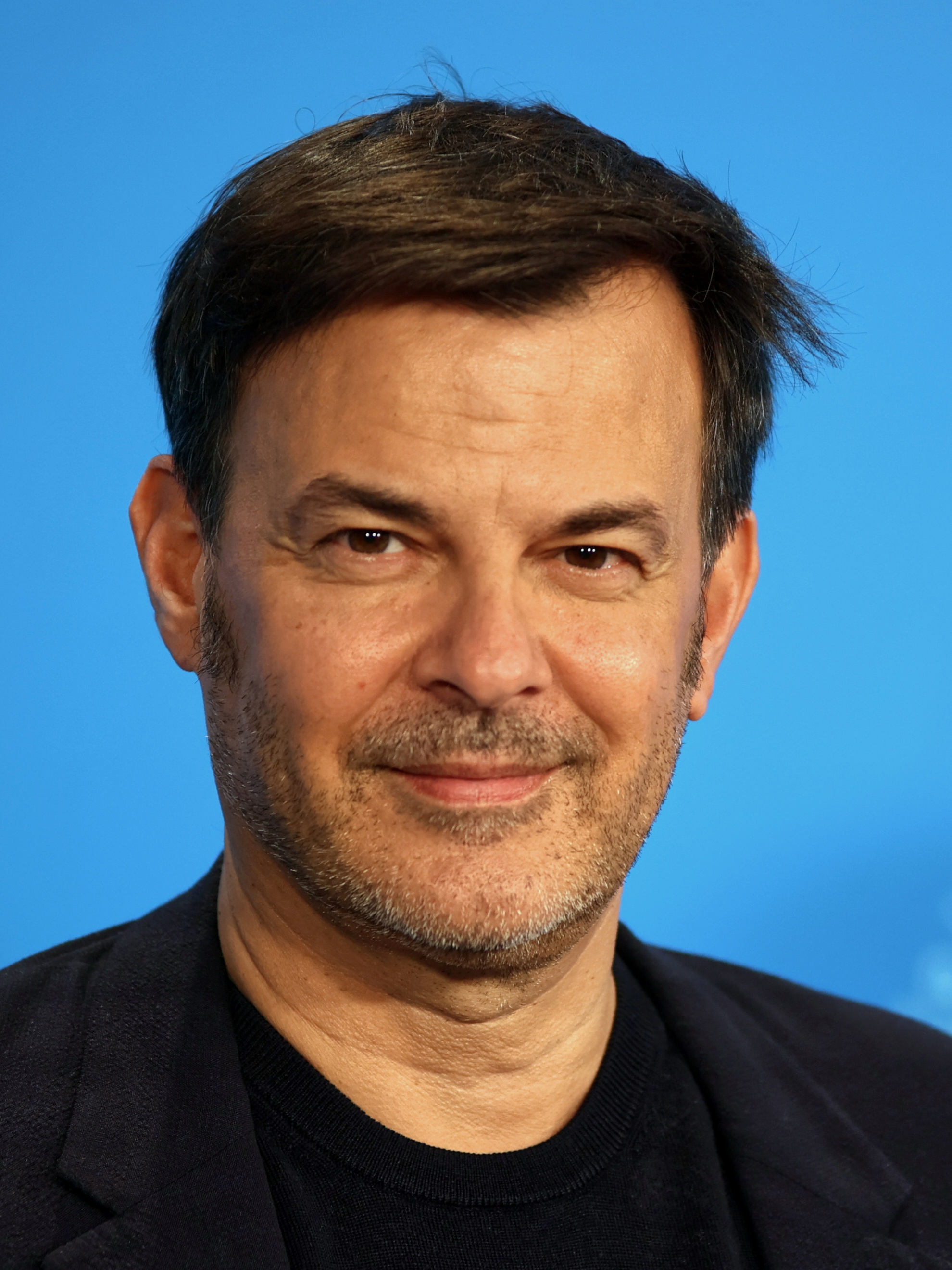
Regisseur François Ozon

Regie führte François Ozon, der gemeinsam mit Philippe Piazzo auch das Drehbuch schrieb. Sie arbeiteten bereits für Ozons Film Frantz zusammen. Wenn der Herbst naht sei von seinen Kindheitserinnerungen inspiriert, so der Regisseur.
Hélène Vincent spielt Michelle Giraud und Josiane Balasko ihre langjährige Freundin Marie-Claude Perrin. Gemeinsam standen sie bereits für Ozons Film Gelobt sei Gott vor der Kamera. In weiteren Rollen sind Ludivine Sagnier als Michelles Tochter Valérie und Garlan Erlos als ihr elfjähriger Enkel Lucas, Sofia Guillemin als eine Polizistin und Pierre Lottin als Marie-Claudes im Gefängnis sitzender Sohn Vincent zu sehen.

### Synchronisation
Die deutsche Synchronisation entstand nach einem Dialogbuch und der Dialogregie von Beate Klöckner im Auftrag der DMT Studios GmbH in Hamburg.
| Darsteller       | Synchronsprecher      | Rolle                    |
| ---------------- | --------------------- | ------------------------ |
| Hélène Vincent   | Ursula Werner         | Michelle Giraud          |
| Josiane Balasko  | Anne Moll             | Marie-Claude Perrin      |
| Ludivine Sagnier | Anne Helm             | Valérie Tessier          |
| Michel Masiero   | Kai Henrik Möller     | Bernard                  |
| Sophie Guillemin | Kristina von Weltzien | Kriminalkommissarin      |
| Malik Zidi       | Patrick Stamme        | Laurent Tessier          |
| Garlan Erlos     | Jonas Kirsch          | Lucas Tessier            |
| Paul Beaurepaire | Lino Kelian           | Lucas Tessier (18 Jahre) |
| Vincent Colombe  | Frank Jordan          | Michelle Girauds Arzt    |
| Sidiki Bakaba    | Wolf Frass            | Pfarrer                  |
| Pierre Lottin    | Ivo Möller            | Vincent Perrin           |

### Dreharbeiten und Filmmusik
Die Dreharbeiten fanden im Herbst 2023 im Burgund in Donzy und Cosne statt. Als Kameramann fungierte Jérome Alméras, der zuletzt für Filme wie Mit dem Kopf in den Sternen von Emmanuel Gillibert, Oh la la – Wer ahnt denn sowas? von Julien Hervé und Super Papa von Léa Lando tätig war.
Die Filmmusik komponierten Evgueni und Sacha Galperine. Auch mit ihnen arbeitete Ozon bereits für Gelobt sei Gott zusammen.

### Marketing und Veröffentlichung
Der erste Trailer wurde Anfang September 2024 vorgestellt. Die Premiere des Films war am 21. September 2024 beim San Sebastian International Film Festival. Am 2. Oktober 2024 kam der Film in die französischen Kinos. Ebenfalls im Oktober 2024 wurde er beim London Film Festival gezeigt und im November 2024 beim Thessaloniki International Film Festival und beim Stockholm International Film Festival. Anfang Januar 2025 erfolgten Vorstellungen beim Palm Springs International Film Festival. Am 4. April 2025 soll der Film in ausgewählte US-Kinos kommen. Ebenfalls im April 2025 sind Vorstellungen beim Miami Film Festival geplant. Anfang Juli 2025 wird er beim Filmfest München gezeigt. Der Kinostart in Deutschland ist am 28. August 2025 geplant.

## Rezeption

### Kritiken
Von den bei Rotten Tomatoes aufgeführten Kritiken sind 97 Prozent positiv. Bei Metacritic erhielt der Film einen Metascore von 73 von 100 möglichen Punkten.
Olivia Popp schreibt in ihrer Kritik für das Online-Filmmagazin Cineuropa, trotz seiner oft trostlosen und schwierigen Themen verleihe François Ozon seiner Welt durch die Kameraführung von Jérome Alméras eine große Menge an gemütlicher Wärme, von Michelles selbst gemachten Mahlzeiten bis hin zu den bunten Blättern, die um ihr Steinhaus mit den roten Fensterläden fallen. Mit jeder oft überraschenden Wendung brodele die Geschichte in einem manchmal beunruhigend gleichmäßigen Tempo dahin, das Fehlen jeglicher Art von Höhepunkt könne für den Zuschauer aber möglicherweise frustrierend sein.
David Jenkins schreibt  in seiner Kritik für das Kulturmagazin Little White Lies, Ozon begebe sich mit Quand vient l’automne auf interessantes, aber ethisch heikles Terrain. Er entscheide sich in seinem Film jedoch immer für die einfache und oft publikumsfreundliche Lösung, anstatt die Dinge zu düster oder befremdlich werden zu lassen. Stellenweise wirke der Film Chabrol-artig, doch es fehle ihm an der Ironie und der zynischen Schärfe des Maestros.
Die französische Bühnenveteranin und Charakterdarstellerin Hélène Vincent sei selten in einem Film so sehr um ihr facettenreiches Gesicht herum aufgebaut worden, so Guy Lodge in seiner Kritik für Variety. Kameramann Jérome Alméras habe sie durch die Aufnahmen ihrer geröteten Haut ebenso lebendig erscheinen lassen, wie das bunte Laub. Hervorragende Unterstützung erhalte Vincent von Josiane Balasko und insbesondere von Pierre Lottin, der seiner Figur mit seinem etwas irren Aussehen deren Sohn gleichermaßen etwas Albernes und einen Hauch innerer Kälte verleihe.

### Auszeichnungen
César 2025
- Nominierung als Beste Hauptdarstellerin (Hélène Vincent)

Filmfest München 2025
- Nominierung im Wettbewerb CineMasters[17]

Prix Lumières 2025
- Nominierung für das Beste Drehbuch (François Ozon)
- Nominierung für die Beste Regie (François Ozon)
- Nominierung als Beste Darstellerin (Hélène Vincent)
- Nominierung als Bester Nachwuchsdarsteller (Pierre Lottin)[23]

San Sebastian International Film Festival 2024
- Nominierung im Wettbewerb um die Goldene Muschel[24]
- Auszeichnung mit der Silbernen Muschel für die Beste Nebenrolle (Pierre Lottin)
- Auszeichnung mit dem Jury Prize für das Beste Drehbuch (François Ozon und Philippe Piazzo)[25]

Tromsø International Film Festival 2025
- Nominierung im Internationalen Wettbewerb
- Auszeichnung mit dem Faith in Film Award[26][27]